# Polissena d'Assia-Rheinfels-Rotenburg
Polissena d'Assia-Rheinfels-Rotenburg (Polyxena Christina Johanna; Langenschwalbach, 21 settembre 1706 – Torino, 13 gennaio 1735) fu principessa d'Assia-Rheinfels-Rotenburg per nascita e regina di Sardegna come seconda moglie del re Carlo Emanuele III di Savoia.

## Biografia

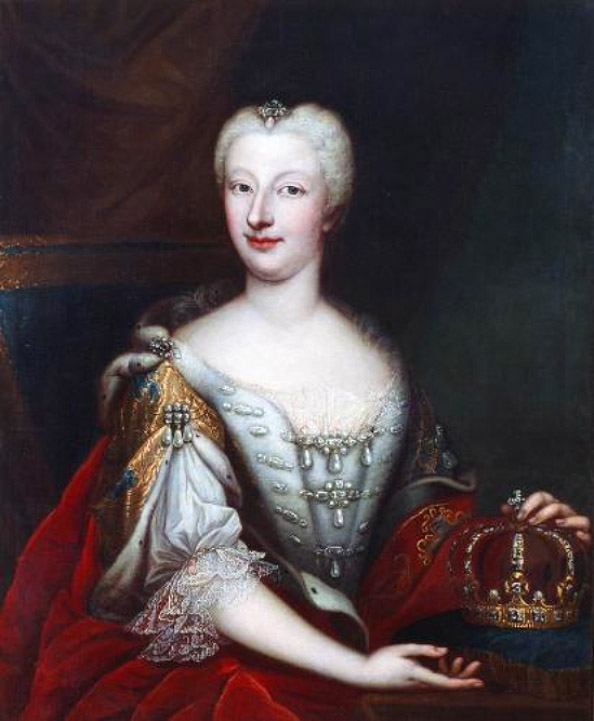
Polissena d'Assia-Rheinfels-Rotenburg in un ritratto di anonimo piemontese del 1730-1735

Polissena era la primogenita delle figlie del langravio Ernesto Leopoldo d'Assia-Rheinfels-Rotenburg (1684 - 1749) e di Eleonora Maria di Löwenstein-Wertheim-Rochefort (1686-1753).
Nacque a Langenschwalbach, nell'attuale Germania. In famiglia (l'unico ramo rimasto di fede cattolica della casata d'Assia) erano in 10 tra fratelli e sorelle; suo fratello maggiore, il langravio Giuseppe, era premorto al padre e non prese mai il possesso dell'Assia-Rotenburg; sua sorella minore, la langravia Carolina d'Assia-Rotenburg, fu una delle dame proposte in sposa a Luigi XV di Francia, ma venne successivamente fatta sposare al cugino di questi e primo ministro di Francia, il duca Luigi-Enrico di Borbone-Condé.
Polissena era inoltre zia di Maria Teresa Luisa di Savoia-Carignano, principessa di Lamballe, una delle principali confidenti di Maria Antonietta, che con la regina di Francia patì gli orrori della Rivoluzione francese.
Nel 1720, Polissena ottenne di intraprendere la carriera ecclesiastica, divenendo canonichessa dell'abbazia di Thorn, senza ad ogni modo prendere ufficialmente i voti. 
Polissena, ancora in giovane età, venne poi proposta in moglie al vedovo Carlo Emanuele, principe ereditario di Savoia, dal momento che la sua prima moglie, Anna Cristina Luisa del Palatinato-Sulzbach, era morta nel 1723 e lo aveva lasciato solo con un figlio. Il matrimonio tra i due venne siglato per procura il 23 luglio 1724 e la cerimonia ebbe luogo il 20 agosto 1724 a Thorn, nel Chiablese.
Nel 1728, con la morte della suocera Anna Maria d'Orléans (nipote di Luigi XIV di Francia), Polissena divenne la donna più importante ed influente alla corte sabauda. Nel 1730 suo suocero Vittorio Amedeo II abdicò in favore del figlio Carlo Emanuele che, dal 3 settembre di quell'anno, cinse la corona di Savoia e quindi Polissena divenne regina di Sardegna, principessa di Piemonte, duchessa di Savoia e titolare di molti altri titoli sussidiari.
Come sovrana consorte, s’impegnò particolarmente a favore del proprio popolo. Nel 1732 aprì a Torino una casa per giovani madri, fece ristrutturare la Villa della Regina, la Palazzina di caccia di Stupinigi e la chiesa di San Giuseppe a Torino. Collaborò attivamente con l'architetto Filippo Juvarra per rimodellare e migliorare questi edifici, introducendo a Stupinigi la passione per le cineserie. Fu inoltre patrona del pittore Giambattista Crosato.
Morì all'età di 28 anni e venne sepolta dapprima nella cattedrale di San Giovanni Battista e successivamente, dal 1786, nella basilica di Superga di Torino.

## Discendenza
La coppia ebbe sei figli:
1. Vittorio Amedeo III di Savoia (26 giugno 1726 - 16 ottobre 1796), successore al trono di Sardegna
2. Eleonora Maria Teresa (28 febbraio 1728 - 14 agosto 1781), non contrasse mai alcun matrimonio
3. Maria Luisa Gabriella (25 marzo 1729 - 22 giugno 1767), monaca
4. Maria Felicita (19 marzo 1730 - 13 maggio 1801), non contrasse mai alcun matrimonio
5. Emanuele Filiberto, duca d'Aosta (17 maggio 1731 -  23 aprile 1735)
6. Carlo Francesco Romualdo, duca del Chiablese (23 giugno 1733 - 28 dicembre 1733)

## Ascendenza
|                                                                       |                                                          |                                                            | Genitori                                                   |  |  | Nonni |  |  | Bisnonni                                         |  |  | Trisnonni                          |  |
|                                                                       |                                                          |                                                            |                                                            |  |  |       |  |  | Ernesto I, langravio d'Assia-Rheinfels-Rotenburg |  |  | Maurizio, langravio d'Assia-Kassel |  |
|                                                                       |                                                          |                                                            |                                                            |  |  |       |  |  | Ernesto I, langravio d'Assia-Rheinfels-Rotenburg |  |  | Maurizio, langravio d'Assia-Kassel |  |
|                                                                       |                                                          | contessa Giuliana di Nassau-Dillenburg                     |                                                            |  |  |       |  |  | Ernesto I, langravio d'Assia-Rheinfels-Rotenburg |  |  |                                    |  |
| Guglielmo, langravio d'Assia-Rotenburg                                |                                                          |                                                            |                                                            |  |  |       |  |  | Ernesto I, langravio d'Assia-Rheinfels-Rotenburg |  |  |                                    |  |
|                                                                       |                                                          | contessa Maria Eleonora di Solms-Hohensolms                | Filippo Reinardo I, conte di Solms-Hohensolms              |  |  |       |  |  |                                                  |  |  |                                    |  |
|                                                                       |                                                          | contessa Maria Eleonora di Solms-Hohensolms                | Filippo Reinardo I, conte di Solms-Hohensolms              |  |  |       |  |  |                                                  |  |  |                                    |  |
|                                                                       |                                                          | contessa Maria Eleonora di Solms-Hohensolms                | contessa Elisabetta di Wied                                |  |  |       |  |  |                                                  |  |  |                                    |  |
| Ernesto Leopoldo, langravio d'Assia-Rotenburg                         |                                                          | contessa Maria Eleonora di Solms-Hohensolms                |                                                            |  |  |       |  |  |                                                  |  |  |                                    |  |
|                                                                       |                                                          | Ferdinando Carlo, conte di Löwenstein-Wertheim-Rochefort   | Giovanni Teodorico, conte di Löwenstein-Wertheim-Rochefort |  |  |       |  |  |                                                  |  |  |                                    |  |
|                                                                       |                                                          | Ferdinando Carlo, conte di Löwenstein-Wertheim-Rochefort   | Giovanni Teodorico, conte di Löwenstein-Wertheim-Rochefort |  |  |       |  |  |                                                  |  |  |                                    |  |
|                                                                       |                                                          | Ferdinando Carlo, conte di Löwenstein-Wertheim-Rochefort   | contessa Josine von der Marck                              |  |  |       |  |  |                                                  |  |  |                                    |  |
| Maria Anna of Löwenstein-Wertheim-Rochefort                           |                                                          | Ferdinando Carlo, conte di Löwenstein-Wertheim-Rochefort   |                                                            |  |  |       |  |  |                                                  |  |  |                                    |  |
|                                                                       |                                                          | contessa e langravia Anna Maria Fürstenberg-Heiligenberg   | Egon VIII, conte e langravio di Fürstenberg-Heiligenberg   |  |  |       |  |  |                                                  |  |  |                                    |  |
|                                                                       |                                                          | contessa e langravia Anna Maria Fürstenberg-Heiligenberg   | Egon VIII, conte e langravio di Fürstenberg-Heiligenberg   |  |  |       |  |  |                                                  |  |  |                                    |  |
|                                                                       |                                                          | contessa e langravia Anna Maria Fürstenberg-Heiligenberg   | principessa Anna Maria di Hohenzollern-Hechingen           |  |  |       |  |  |                                                  |  |  |                                    |  |
| principessa Polissena d'Assia-Rotenburg                               |                                                          | contessa e langravia Anna Maria Fürstenberg-Heiligenberg   |                                                            |  |  |       |  |  |                                                  |  |  |                                    |  |
|                                                                       | Ferdinando Carlo, conte di Löwenstein-Wertheim-Rochefort | Giovanni Teodorico, conte di Löwenstein-Wertheim-Rochefort |                                                            |  |  |       |  |  |                                                  |  |  |                                    |  |
|                                                                       | Ferdinando Carlo, conte di Löwenstein-Wertheim-Rochefort | Giovanni Teodorico, conte di Löwenstein-Wertheim-Rochefort |                                                            |  |  |       |  |  |                                                  |  |  |                                    |  |
|                                                                       | Ferdinando Carlo, conte di Löwenstein-Wertheim-Rochefort | contessa Josine von der Marck                              |                                                            |  |  |       |  |  |                                                  |  |  |                                    |  |
| Massimiliano Carlo, principe di Löwenstein-Wertheim-Rochefort         | Ferdinando Carlo, conte di Löwenstein-Wertheim-Rochefort |                                                            |                                                            |  |  |       |  |  |                                                  |  |  |                                    |  |
|                                                                       |                                                          | contessa e langravia Anna Maria Fürstenberg-Heiligenberg   | Egon VIII, conte e langravio di Fürstenberg-Heiligenberg   |  |  |       |  |  |                                                  |  |  |                                    |  |
|                                                                       |                                                          | contessa e langravia Anna Maria Fürstenberg-Heiligenberg   | Egon VIII, conte e langravio di Fürstenberg-Heiligenberg   |  |  |       |  |  |                                                  |  |  |                                    |  |
|                                                                       |                                                          | contessa e langravia Anna Maria Fürstenberg-Heiligenberg   | principessa Anna Maria di Hohenzollern-Hechingen           |  |  |       |  |  |                                                  |  |  |                                    |  |
| contessa Eleonora Maria di Löwenstein-Wertheim-Rochefort              |                                                          | contessa e langravia Anna Maria Fürstenberg-Heiligenberg   |                                                            |  |  |       |  |  |                                                  |  |  |                                    |  |
|                                                                       |                                                          | Mathias Khuen von Belasi, conte di Lichtenberg e Gandegg   | Jakob Khuen von Belasi, conte di Lichtenberg e Gandegg     |  |  |       |  |  |                                                  |  |  |                                    |  |
|                                                                       |                                                          | Mathias Khuen von Belasi, conte di Lichtenberg e Gandegg   | Jakob Khuen von Belasi, conte di Lichtenberg e Gandegg     |  |  |       |  |  |                                                  |  |  |                                    |  |
|                                                                       |                                                          | Mathias Khuen von Belasi, conte di Lichtenberg e Gandegg   | baronessa Siguna Margaretha von Annenberg                  |  |  |       |  |  |                                                  |  |  |                                    |  |
| contessa Maria Polissena Khuen von Belasi von Lichtenberg und Gandegg |                                                          | Mathias Khuen von Belasi, conte di Lichtenberg e Gandegg   |                                                            |  |  |       |  |  |                                                  |  |  |                                    |  |
|                                                                       |                                                          | contessa Anna Susanna von Meggau                           | Ferdinand Balthasar, conte di Meggau                       |  |  |       |  |  |                                                  |  |  |                                    |  |
|                                                                       |                                                          | contessa Anna Susanna von Meggau                           | Ferdinand Balthasar, conte di Meggau                       |  |  |       |  |  |                                                  |  |  |                                    |  |
|                                                                       |                                                          | contessa Anna Susanna von Meggau                           | contessa Esther von Sulz                                   |  |  |       |  |  |                                                  |  |  |                                    |  |
|                                                                       |                                                          | contessa Anna Susanna von Meggau                           |                                                            |  |  |       |  |  |                                                  |  |  |                                    |  |